# Terra Australis
La Terra Australis (de forma completa en latín Terra Australis Ignota o Terra Australis Incognita, ‘[La] Tierra Desconocida del Sur’) fue un continente imaginario con orígenes en la Grecia clásica que solía aparecer en los mapas europeos a partir del siglo XV y hasta el siglo XVIII. En 1539 la Monarquía Hispánica creó una gobernación abarcando territorios al sur del estrecho de Magallanes, incluyendo el continente teórico en la parte que no correspondía a Portugal según el tratado de Tordesillas.

## Historia
El concepto fue introducido por Aristóteles y por Eratóstenes sobre la base de prejuicios relacionados con la simetría geométrica. Sus ideas fueron posteriormente extendidas por Ptolomeo, un cartógrafo griego del siglo I, que creía que el océano Índico estaba cerrado por una masa de tierra al sur. Cuando, durante el Renacimiento, Ptolomeo se convirtió en la principal fuente de información para los cartógrafos europeos, este continente empezó a aparecer en sus mapas.
Aunque los viajes de exploración fueron haciendo que se redujese la masa de tierra del alejado continente, los cartógrafos continuaron pintándolo en sus mapas y los científicos defendieron esta opción con los usuales argumentos aristotélicos tales como que debería haber una gran masa de tierra en el hemisferio sur que hiciera de contrapeso a la masa conocida en el hemisferio norte.
Era frecuente que este continente se dibujara alrededor del polo sur pero con una superficie mucho mayor que la actual Antártida y extendiéndose mucho más al norte. Por ejemplo, Fernando de Magallanes, en 1520, creyó que la isla Grande de Tierra del Fuego era parte de esta Terra Australis Incognita. Nueva Zelanda, descubierta por Abel Tasman en 1642, así como Australia, también fueron consideradas como parte de esta mítica masa terrestre.
El 24 de enero de 1539, Pedro Sánchez de la Hoz firmó con el emperador Carlos I de España una capitulación, por la que fue nombrado gobernador de las tierras al sur del estrecho de Magallanes, llamadas entonces Terra Australis, y de las islas no asignadas que descubriese. Se creó así la gobernación de la Terra Australis, aunque el gobernador no llegó a conquistar el territorio, y los derechos sobre este fueron traspasados a la gobernación de Chile, según la historiografía chilena.
Según la historiografía argentina, la Capitulación de Pedro Sánchez de la Hoz habría quedado sin efecto por incumplimiento y dicha capitulación habría sido intransferible, según el párrafo "Por ende, por la presente, haciendo vos el dicho Pedro Sancho de Hoz, a vuestra costa, y según y de la manera que de suso se contiene el dicho descubrimiento, digo y prometo que vos será guardada esta capitulación y todo lo en ella contenido; y no lo haciendo ni cumpliendo así, Nos no seamos obligados a vos a mandar guardar ni cumplir lo susodicho ni cosa alguna de ello, ante vos mandaremos castigar y proceder contra vos como contra persona que no guarda ni cumple y traspasa los mandamientos de su rey y Señor natural; […]".
El 30 de abril de 1606, Pedro Fernández de Quirós tomó posesión de todas las tierras del Sur hasta el Polo para la Corona de España en la isla de Espíritu Santo en Vanuatu, a la que llamó «Austrialia del Espíritu Santo» pensando que era parte de la Terra Australis Incognita.
A inicios del siglo XVI, marinos españoles como Francisco de Hoces (quien descubrió el pasaje luego llamado «de Drake») y Gabriel de Castilla, ubicaron concretamente las costas de la aún entonces llamada Terra Australis Incognita en las latitudes reales. El concepto de esta mítica tierra meridional fue finalmente corregido por James Cook. En su primer viaje circunnavegó Nueva Zelanda mostrando que no era parte de un continente mayor. En su segundo viaje circunnavegó el globo a una elevada latitud sur (en algunos lugares incluso cruzando el círculo polar antártico) con lo que mostró que si hubiera un continente en el hemisferio sur este debería estar confinado en zonas polares y no en regiones de clima templado como se había pensado.
En tiempos modernos, se ha usado en ocasiones el término «Terra Australis» como sinónimo del continente australiano.

## LaTerra Australisen los mapas

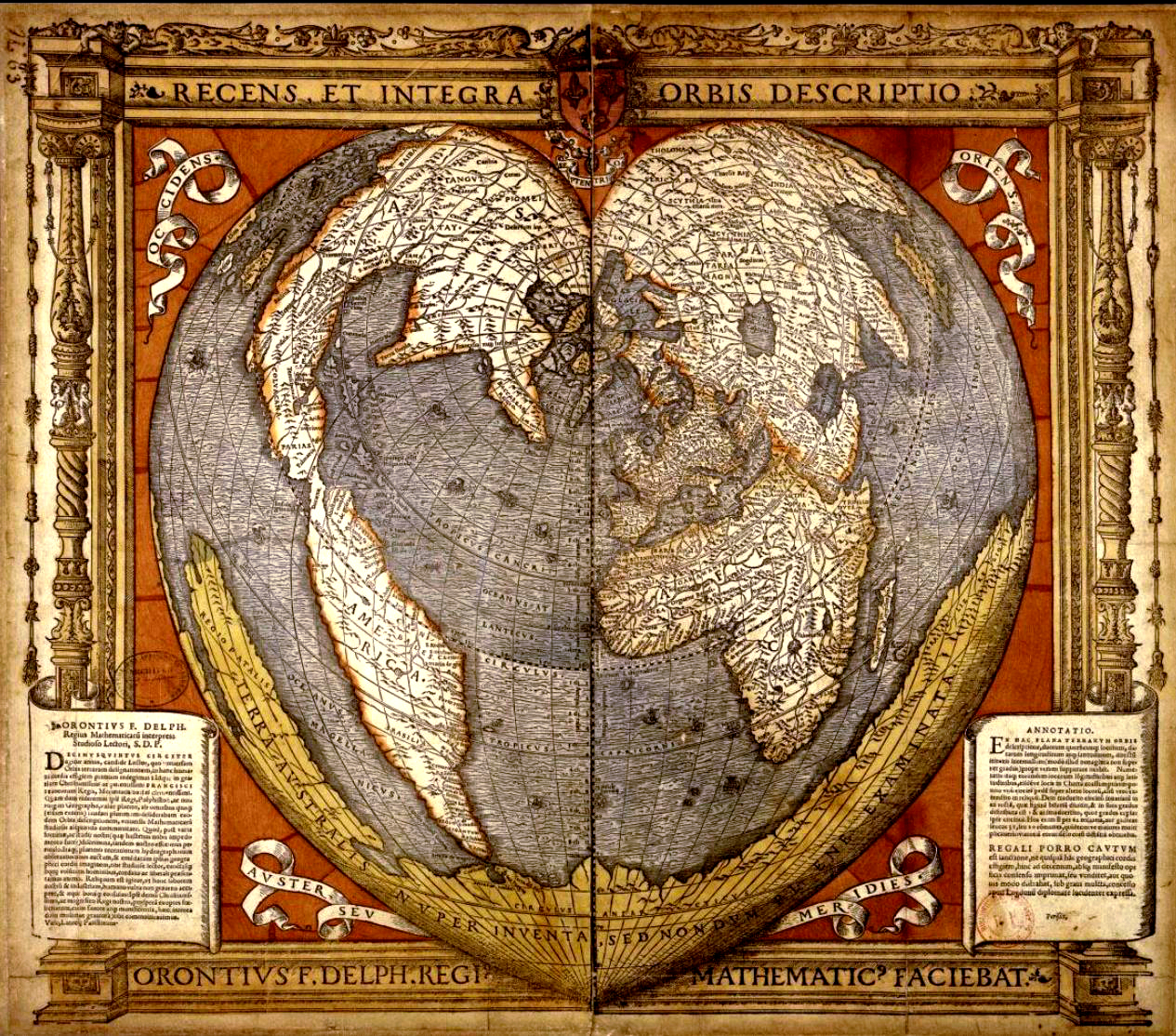
Mapamundi de Oroncio Fineo  (1536). La Terra Australis es el gran continente que figura en la parte meridional.
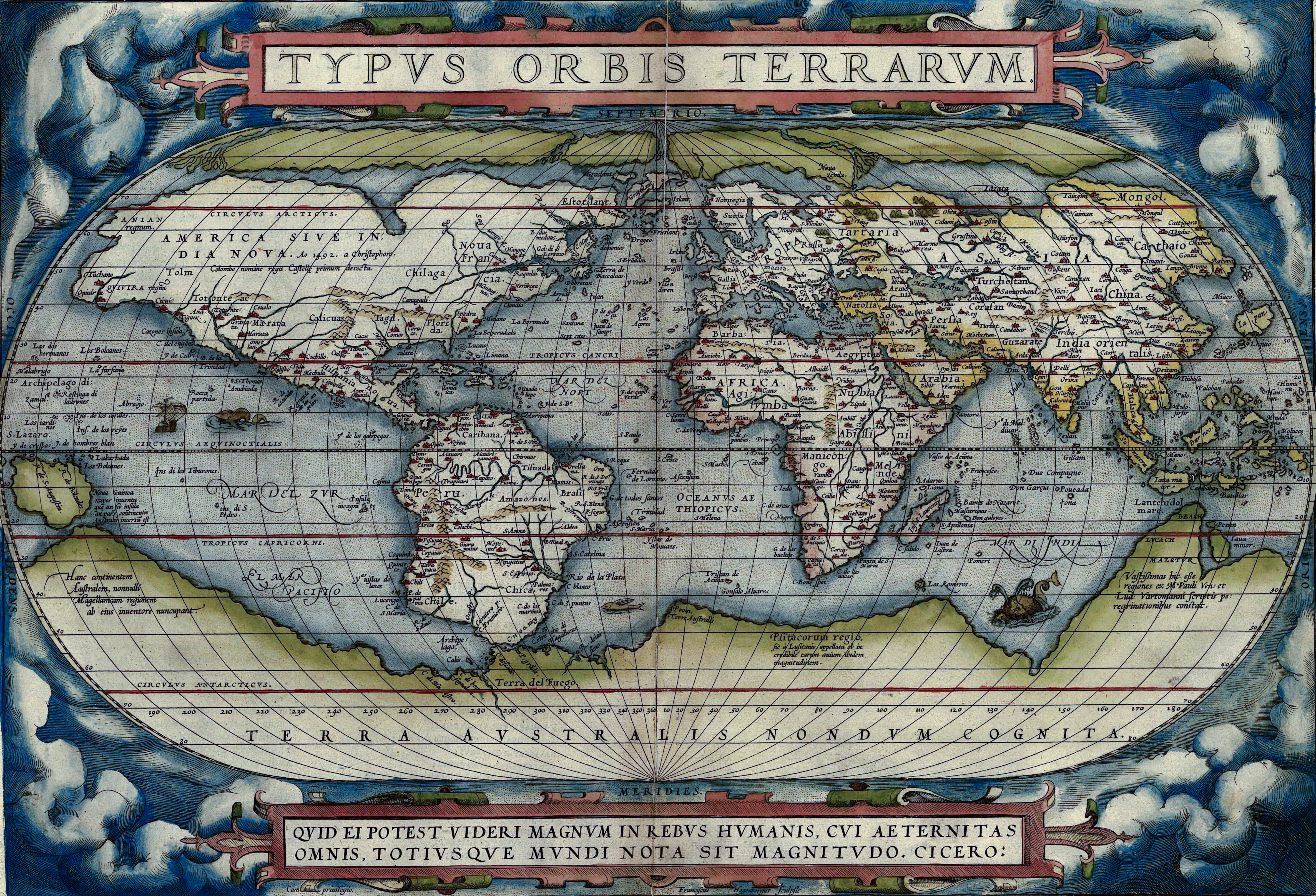
Mapamundi de Abraham Ortelius (1570), en el que se observa la Terra Australis Incognita.
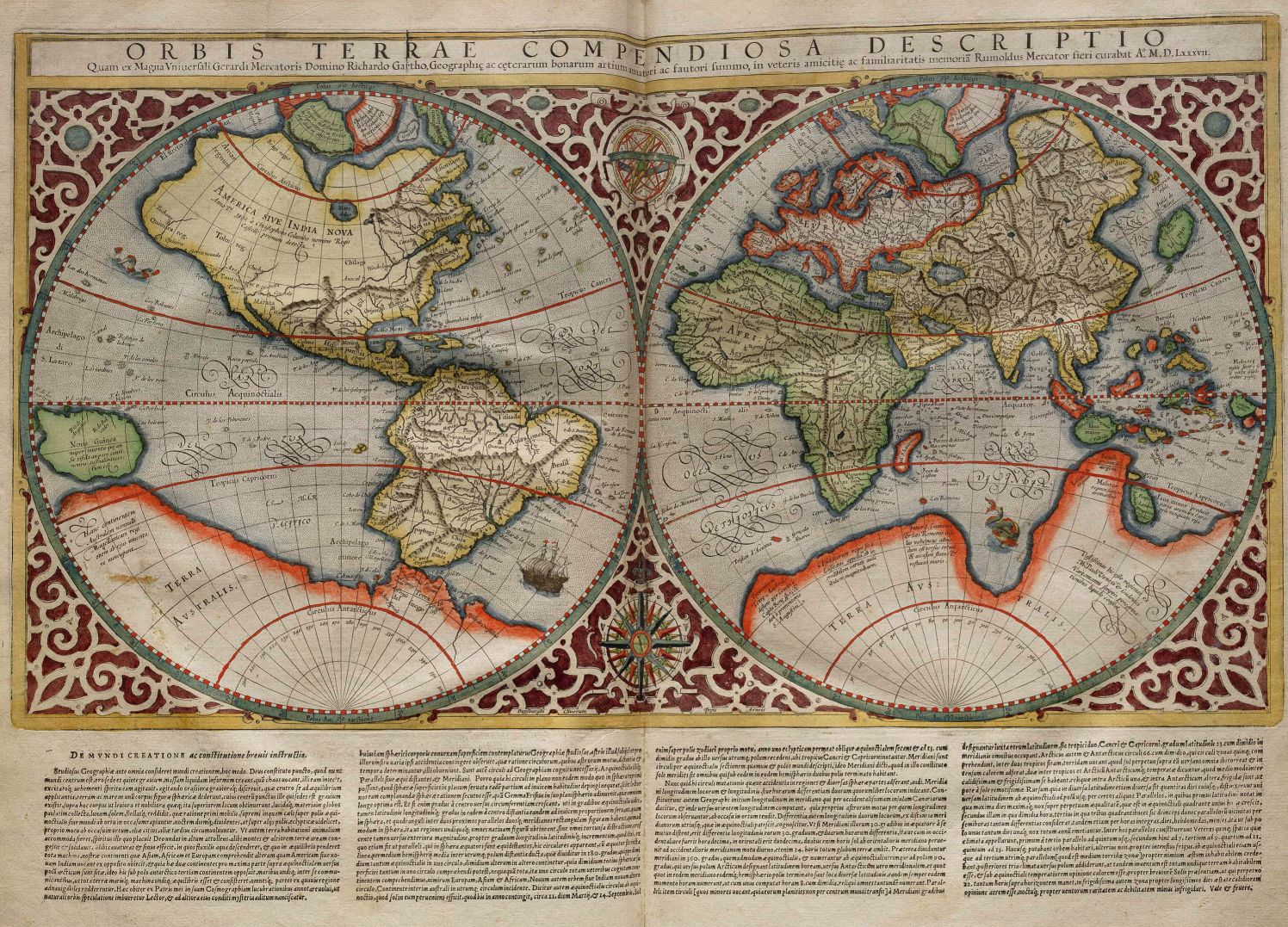
Planisferio de Rumold Mercator (1587) en donde figura el continente imaginario.
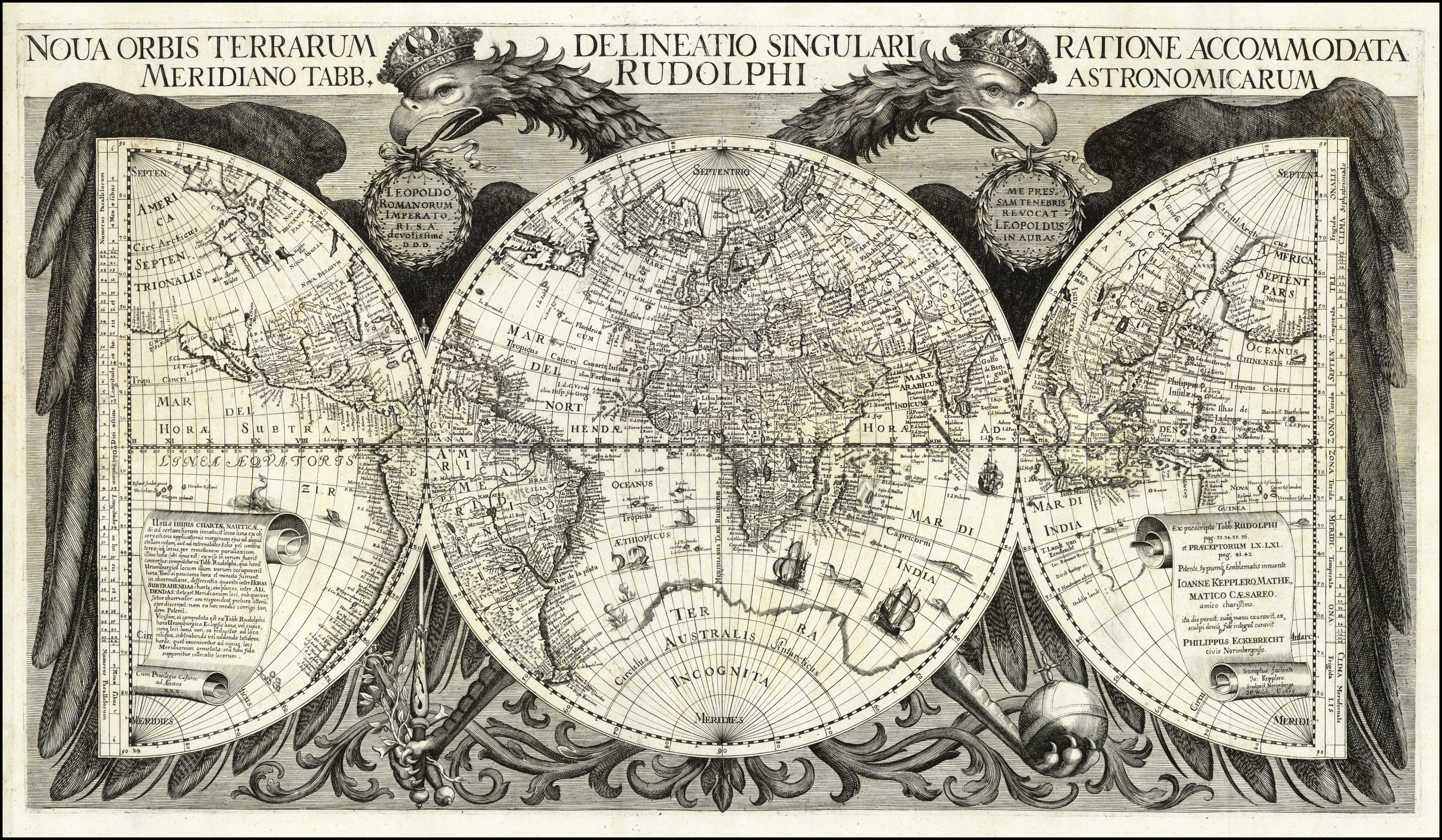
Mapa del mundo de las Tabulae Rudolphinae de Johannes Kepler (1627). Para entonces empezó a dudarse de la existencia de la Terra Australis bajo el extremo meridional de América.
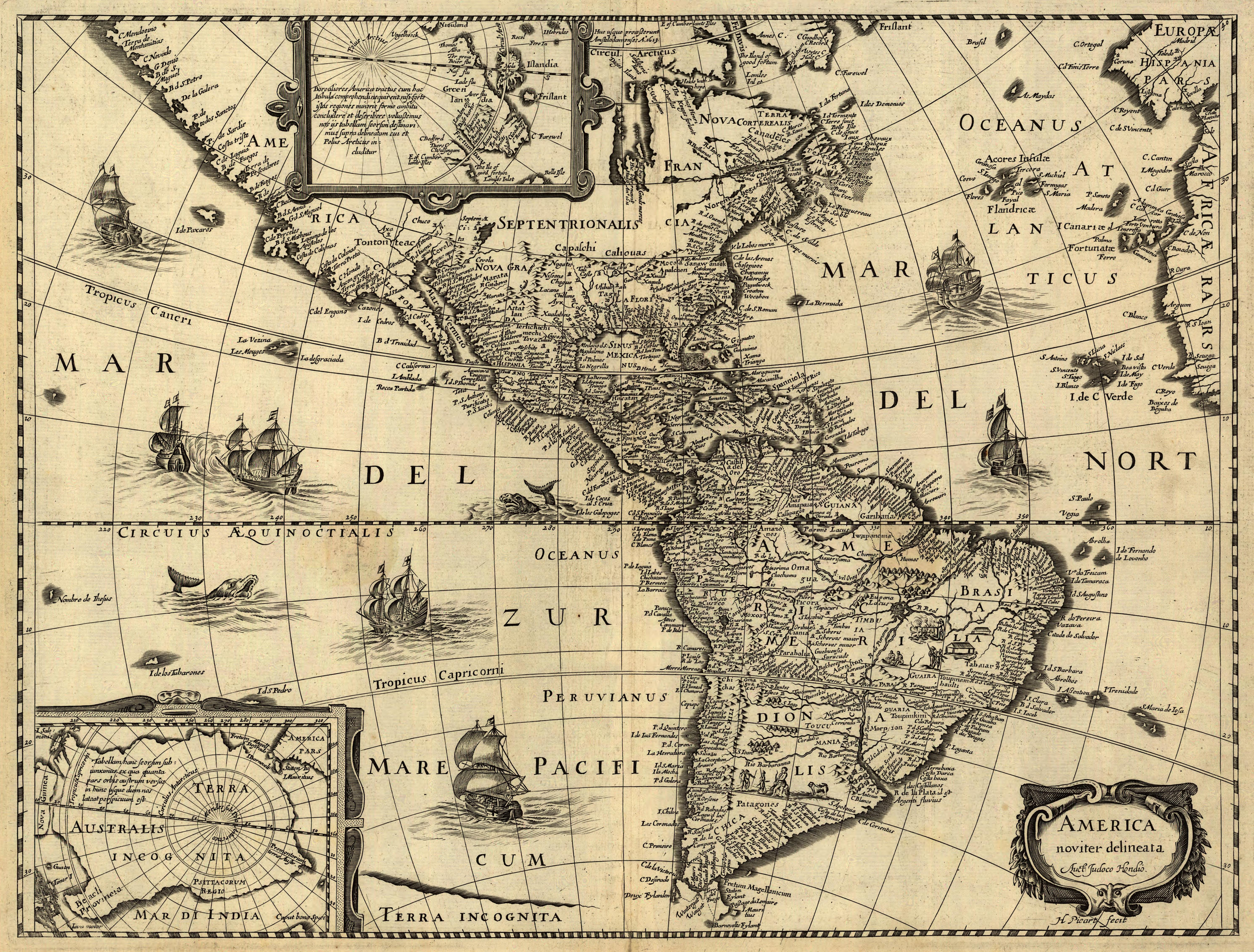
Mapa de América de Jodocus Hondius (1618) donde aparece la Terra Australis.